# Noor Sabri
Noor Sabri Abbas Hasan Al-Bairawi (Bagdá, 6 de junho de 1984) é um futebolista profissional iraquiano, goleiro, milita no Al-Quwa Al-Jawiya.

## Carreira
Saad Attiya integrou o elenco da Seleção Iraquiana de Futebol, nas Olimpíadas de 2004. 